# Eudes de Franconville
Eudes de Franconville est un prieur du prieuré de Lièpvre décédé en 1338 à Saint-Denis selon Dom Félibien. 
On lui doit notamment l'exécution dans l'église du prieuré d'un vitrail représentant dans le registre inférieur d'un portrait de Charlemagne. Dans le vitrail de gauche on pouvait apercevoir Fulrad ainsi que Roland et Olivier dans le panneau de droite. Son nom figure dans une charte de l'abbé Guy, supérieur de Saint-Denis dans une transaction entre l'écuyer Dietrich et Eudes de Franconville qui se trouve aux Archives nationales sous la côte L 847, pièce 8. Son nom est attesté dans le Gallia Christiana, p. 399 et par dom Félibien et l'abbé Grandidier.